# Neotrichoppia berninii
Neotrichoppia berninii är en kvalsterart som beskrevs av Subías och Rodríguez 1986. Neotrichoppia berninii ingår i släktet Neotrichoppia och familjen Oppiidae. Inga underarter finns listade i Catalogue of Life.